# Lunden, Hultsfreds kommun (naturreservat)
Lunden är ett naturreservat i Hultsfreds kommun i Kalmar län.
Området är naturskyddat sedan 1958 och är 4 hektar stort. Reservatet som ligger vid Emåns norra strand består av en rullstensås och betesmark därpå med inslag av träd. 